# Mazax pax
Mazax pax är en spindelart som beskrevs av Reiskind 1969. Mazax pax ingår i släktet Mazax och familjen flinkspindlar. Inga underarter finns listade i Catalogue of Life.